# アメリカ通信委員会
民主主義と社会主義の通信委員会、あるいは単にアメリカ通信委員会(The Committees of Correspondence for Democracy and Socialism ; CCDS)はアメリカ合衆国共産党(CPUSA) の穏健派グループとして、1991年に民主的社会主義者グループとして設立された。アメリカ独立革命時の「通信委員会」(Committees of Correspondence)を名前の由来にしたこのグループは、CPUSAにおけるガス・ホールの指導力量を非難し、ソビエト連邦の解体を踏まえて党はレーニン主義を放棄し複数の潮流を内在する民主的社会主義を志向すべきだとの立場に立った。 自らをマルクス主義者と位置付け続けた。
元CPUSA幹部で、ピート・シーガーやアンジェラ・デイヴィスとともに活動家として知られるギル・グリーンは、1991年の全国会議以来改革運動を指導した。CPUSA内で多数を獲得することができなかったため、この改革を求める派閥はCPUSAを離党した。 新組織設立のための会議が開かれ、CPUSAの伝統にとらわれない独立左派や社会主義者、あるいはその政策に不満を抱いて離党した人々が集まった。 2000年、このグループは「民主主義と社会主義のための通信委員会」に名称を変更した。 CPUSAに加えて、CCDSはアメリカ民主社会党とアメリカ社会党の二重党員を認めている。CCDSの出版物には、『対話とイニシアチブ』（Dialogue and Initiative）、『クロスカレント』（Crosscurrents）などがある。

## 日本共産党との関係
1994年に開かれた日本共産党第20回大会に祝電を、1997年に開かれた日本共産党第21回党大会に来賓を送っている。